# Esporte na Mauritânia
Mauritânia tem uma equipe internacional de futebol que joga e treina no Estádio Olímpico.